# Viktor Getmanov
Viktor Pavlovitch Getmanov (russe : Виктор Павлович Гетманов), né le 4 mai 1940 à Leselidze à l'époque en URSS et aujourd'hui en Géorgie, et mort le 23 avril 1995 à Rostov-sur-le-Don en Russie, est un joueur de football international soviétique (russe), qui évoluait au poste de défenseur.

## Biographie

### Carrière en club
Avec le club du SKA Rostov, il dispute 232 matchs en première division soviétique, sans inscrire de but.
Avec cette même équipe, il atteint la finale de la Coupe d'URSS en 1969, en étant battu par le Karpaty Lviv, puis une nouvelle fois en 1971, en étant battu par le Spartak Moscou.

### Carrière en sélection
Avec l'équipe d'Union soviétique, il joue 7 matchs, sans inscrire de but, entre 1965 et 1966. 
Il joue son premier match en équipe nationale le 1er décembre 1965 contre l'Argentine et son dernier le 18 septembre 1966 contre la Yougoslavie.
Il figure dans le groupe des sélectionnés lors de la Coupe du monde de 1966. Lors du mondial organisé en Angleterre, il joue un match contre le Chili.

## Statistiques
| Saison                | Club                  | Championnat           | Championnat | Championnat | Coupe(s) nationale(s) | Coupe(s) nationale(s) | Total | Total |
| Saison                | Club                  | Division              | M.          | B.          | M.                    | B.                    | M.    | B.    |
| 1961                  | Torpedo Taganrog      | D2                    | 11          | 1           | 1                     | 0                     | 12    | 1     |
| 1962                  | Torpedo Taganrog      | D2                    | 18          | 0           | -                     | -                     | 18    | 0     |
| Sous-total            | Sous-total            | Sous-total            | 29          | 1           | 1                     | 0                     | 30    | 1     |
| 1962                  | SKA Rostov            | D1                    | 13          | 0           | -                     | -                     | 13    | 0     |
| 1963                  | SKA Rostov            | D1                    | 38          | 0           | -                     | -                     | 38    | 0     |
| 1964                  | SKA Rostov            | D1                    | 20          | 0           | 3                     | 0                     | 23    | 0     |
| 1965                  | SKA Rostov            | D1                    | 29          | 0           | -                     | -                     | 29    | 0     |
| 1966                  | SKA Rostov            | D1                    | 14          | 0           | -                     | -                     | 14    | 0     |
| 1967                  | SKA Rostov            | D1                    | 25          | 0           | -                     | -                     | 25    | 0     |
| 1968                  | SKA Rostov            | D1                    | 33          | 0           | 1                     | 0                     | 34    | 0     |
| 1969                  | SKA Rostov            | D1                    | 15          | 0           | 2                     | 0                     | 17    | 0     |
| 1970                  | SKA Rostov            | D1                    | 32          | 0           | 1                     | 0                     | 33    | 0     |
| 1971                  | SKA Rostov            | D1                    | 11          | 0           | 6                     | 0                     | 17    | 0     |
| 1972                  | SKA Rostov            | D1                    | 2           | 0           | -                     | -                     | 2     | 0     |
| Sous-total            | Sous-total            | Sous-total            | 232         | 0           | 13                    | 0                     | 245   | 0     |
| Total sur la carrière | Total sur la carrière | Total sur la carrière | 261         | 1           | 16                    | 0                     | 277   | 1     |

## Palmarès
Avec le SKA Rostov, il est finaliste de la Coupe d'Union soviétique à deux reprises en 1969 et 1971.